# Percina
Percina és un gènere de peixos pertanyent a la família dels pèrcids
Són peixos petits i ossis. Algunes espècies presenten un patró de franges verticals als flancs.

## Taxonomia
- Percina antesella (Williams i Etnier, 1977)[3]
- Percina aurantiaca (Cope, 1868)[4]
- Percina aurolineata (Suttkus i Ramsey, 1967)[5]
- Percina aurora (Suttkus i Thompson a Suttkus, Thompson i Bart, 1994)[6]
- Percina austroperca (Thompson, 1995)[7]
- Percina bimaculata (Haldeman, 1844)
- Percina brevicauda (Suttkus i Bart a Suttkus, Thompson i Bart, 1994)[6]
- Percina burtoni (Fowler, 1945)[8]
- Percina caprodes (Rafinesque, 1818)[9]
- Percina carbonaria (Baird i Girard, 1853)[10]
- Percina copelandi (Jordan, 1877)[11]
- Percina crassa (Jordan i Brayton, 1878)[12]
- Percina crypta (Freeman, Freeman & Burkhead, 2008)
- Percina cymatotaenia (Gilbert i Meek a Gilbert, 1887)[13]
- Percina evides (Jordan i Copeland a Jordan, 1877)[14]
- Percina fulvitaenia (Morris & Page, 1981)
- Percina gymnocephala (Beckham, 1980)[15]
- Percina jenkinsi (Thompson, 1985)[16]
- Percina kathae (Thompson, 1997)[17]
- Percina kusha (Williams & Burkhead, 2007)[18]
- Percina lenticula (Richards i Knapp, 1964)[19]
- Percina macrocephala (Cope, 1867)[20]
- Percina macrolepida (Stevenson, 1971)[21]
- Percina maculata (Girard, 1859)[22]
- Percina nasuta (Bailey, 1941)[23]
- Percina nevisense (Cope, 1870)[24]
- Percina nigrofasciata (Agassiz, 1854)[25]
- Percina notogramma (Raney i Hubbs, 1948)[26]
- Percina oxyrhynchus (Hubbs i Raney, 1939)[27]
- Percina palmaris (Bailey, 1940)[28]
- Percina pantherina (Moore i Reeves, 1955)[29]
- Percina peltata (Stauffer a Cope, 1864)[30]
- Percina phoxocephala (Nelson, 1876)[31]
- Percina rex (Jordan i Evermann a Jordan, 1889)[32]
- Percina roanoka (Jordan i Jenkins a Jordan, 1889)[32]
- Percina sciera (Swain, 1883)[33]
- Percina shumardi (Girard, 1859)[34]
- Percina sipsi (Williams & Neely, 2007)[18]
- Percina smithvanizi (Williams & Walsh, 2007)[18]
- Percina squamata (Gilbert i Swain a Gilbert, 1887)[13]
- Percina stictogaster (Burr i Page, 1993)[35]
- Percina suttkusi (Thompson, 1997)[36]
- Percina tanasi (Etnier, 1976)[37]
- Percina uranidea (Jordan i Gilbert a Gilbert, 1887)[13]
- Percina vigil (Hay, 1882)[38]
- Percina williamsi (Page & Near, 2007)[39]

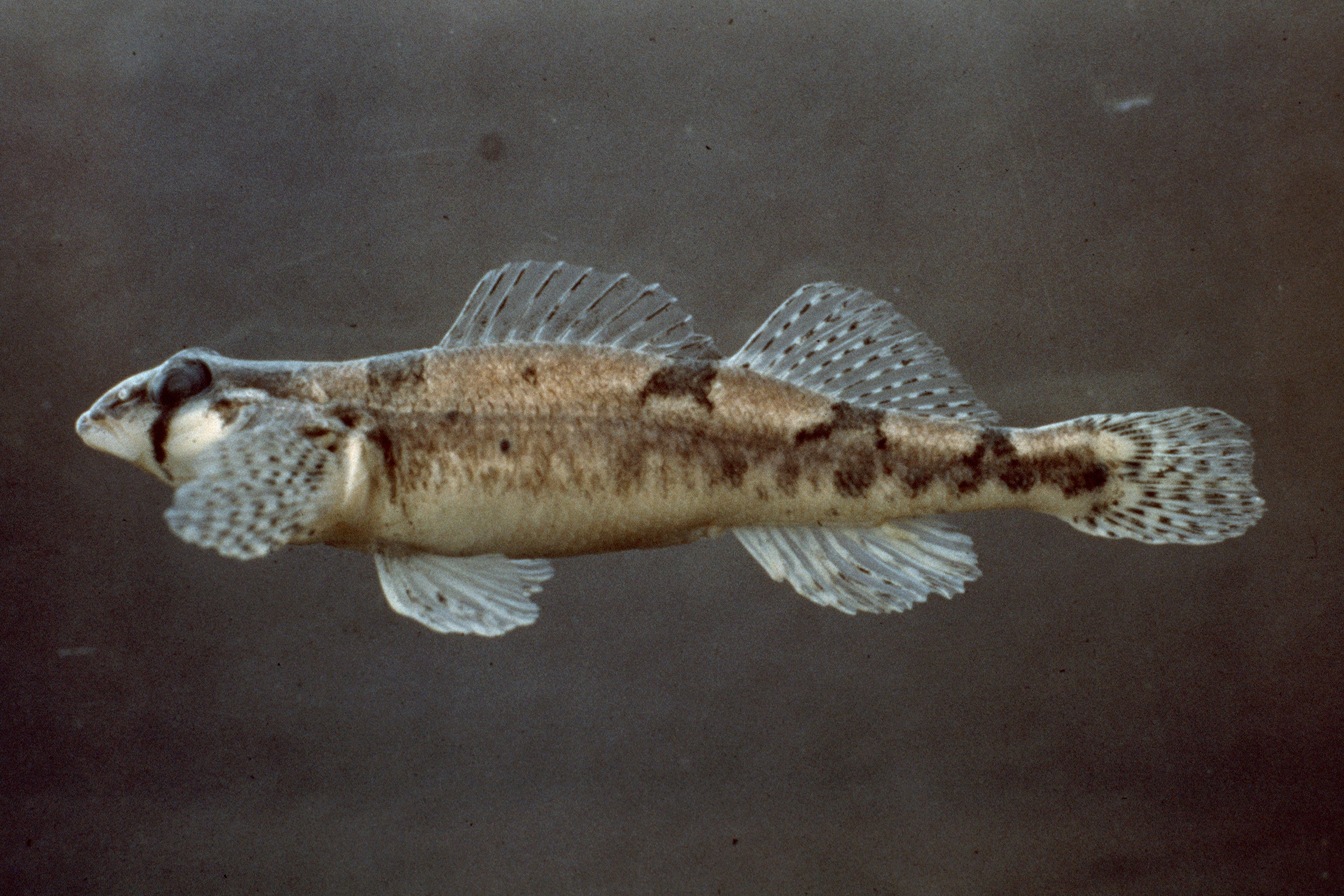
Percina tanasi
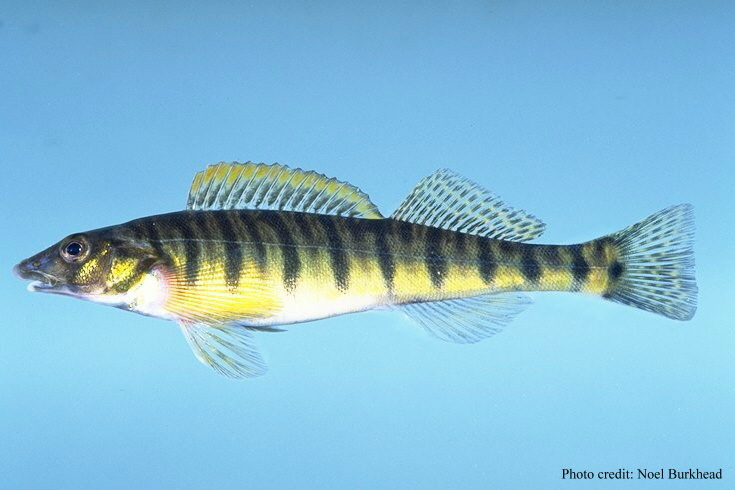
Percina kathae
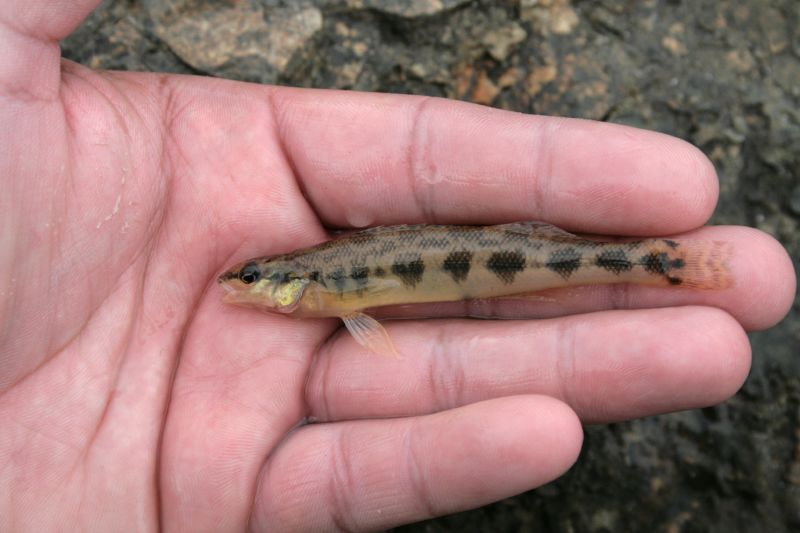
Percina sciera del riu Sabine (Texas, Estats Units)
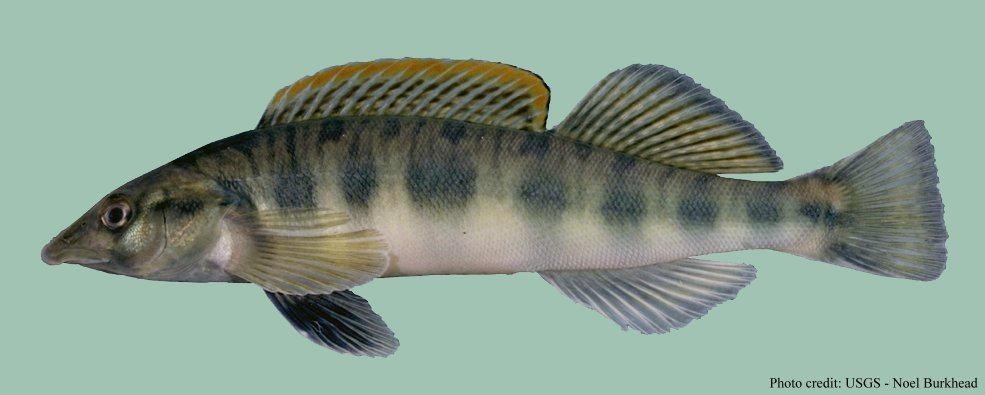
Percina burtoni
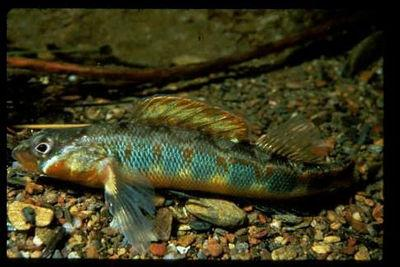
Percina evides
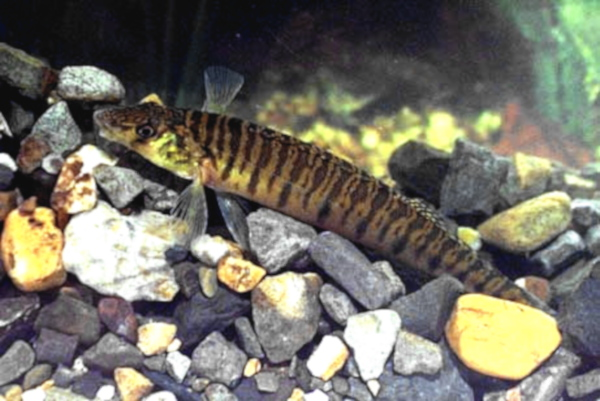
Percina caprodes
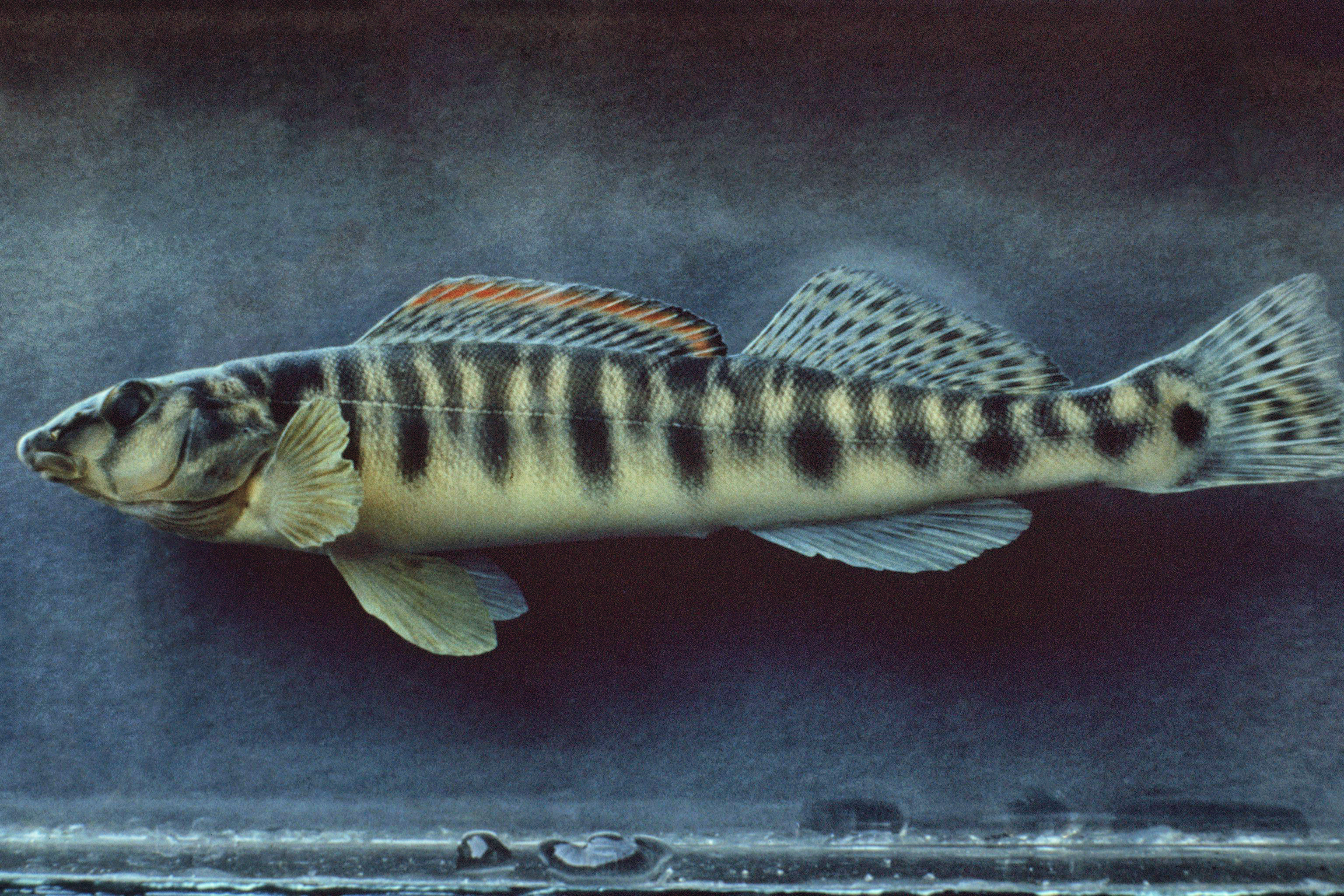
Percina jenkinsi
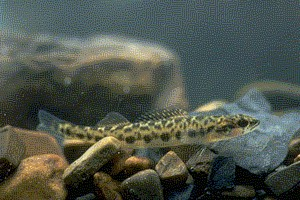
Percina pantherina
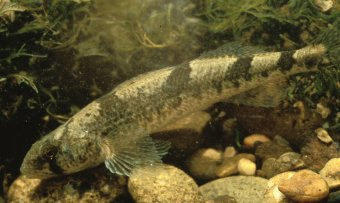
Percina tanasi